# Félix Martialay
Félix Martialay Martín-Sánchez (Burgos, 6 de octubre de 1925-Madrid, 9 de septiembre de 2009) fue un historiador, periodista, crítico de cine y militar español.

## Biografía
Nacido en Burgos en 1925, pronto fue a vivir a Soria al ser su padre allí destinado. Fue en Soria donde vivió su infancia y adolescencia hasta que se inscribió en la Academia General Militar, en la que ingresó como cadete el 24 de julio de 1944. Justo dos años después, el 24 de julio de 1946 ingresó como alférez-cadete en la Academia de Ingenieros del Ejército de Burgos. Al concluir sus estudios en Burgos fue destinado nuevamente a la Academia General Militar entre agosto y diciembre de 1948, fecha en que ascendió a teniente. En enero de 1949 fue destinado a la Agrupación de Movilización y Prácticas de Ferrocarriles, lo que supuso su traslado definitivo a Madrid.
En diciembre de 1950 se inscribió en la Escuela Oficial de Periodismo, que le emitió el título de periodismo tan solo cuatro meses después (marzo de 1951) dada la ya amplia experiencia periodística que atesoraba. El 23 de junio de 1951 se inscribió en el registro oficial de periodistas (n.º 1792). Inmediatamente después (curso 1951-52) se matriculó en los estudios de Filosofía y Letras en la Universidad Complutense que concluyó en la especialidad de Historia Contemporánea en 1956.
En ese mismo año 1956 fundó junto con otros la revista Film Ideal, considerada por muchos la mejor revista española editada durante el franquismo. En 1958 fundó las revistas Esquemas de películas y Temas de cine, y empezó una labor de difusión de la cinematografía fundando y asistiendo a cineclubs por toda España. Miembro del jurado de los más importantes festivales del cine españoles y europeos, fue durante presidente del Círculo de Escritores Cinematográficos entre 1977 y 1991, en que presentó su dimisión.
En 1959 fue condenado a un mes de reclusión por un artículo publicado en la revista Vida Nueva. El mes de prisión lo cumplió en el castillo de Montjuich en agosto de 1959, tiempo que aprovechó para escribir su obra Gramática de un lenguaje. En octubre de 1968 fue nombrado crítico de cine de El Alcázar, periódico en el que ascendió sucesivamente a redactor jefe, subdirector hasta que finalmente fue su último director en 1987. Cuatro años después fundó el semanario La Nación, del que fue alma mater hasta su fallecimiento.
Tras haber pasado a la expectativa de servicios civiles en el ejército en enero de 1983 con rango de teniente-coronel del arma de Ingenieros, y con su dimisión en 1991 de la presidencia del Círculo de Escritores Cinematográficos inició una intensa labor como historiador del fútbol, desarrollada en el entorno del Centro de Investigaciones de Historia y Estadística del Fútbol Español, que le sirvió la concesión en el año 2005 de la medalla de oro de la Real Federación Española de Fútbol.

### Periodista

#### Prensa
Aunque no se diplomó en la Escuela Oficial de Periodismo hasta 1952, para entonces llevaba ya diez años colaborando con distintos medios como Campo Soriano (1942), La Voz de Castilla (1944), Amanecer y el programa Estadio (RNE, 1951) dirigido por Salvador López de la Torre.
Fundó las revistas Mensaje (1952) y Empuje: periódico para el soldado (1954). En 1957 fue nombrado redactor jefe de la revista Vida Nueva (editada por Propaganda Popular Católica) y en 1958 “resucitó” y dirigió el semanario Flores y Abejas, publicación de enorme solera y prestigio en Guadalajara, desaparecida en 1936 y de la que Martialay estuvo al cargo hasta mayo de 1967.
Al año siguiente, en octubre de 1968, comenzó a trabajar como crítico de cine en el diario El Alcázar. En marzo de 1971 fue nombrado director jefe, en julio de 1975 subdirector, y finalmente en febrero de 1986 director del diario. Tras el cierre de dicho diario, fundó en 1991 el semanario La Nación, del que fue editor y alma mater durante dieciocho años, hasta el instante mismo de su muerte.

#### Radio y televisión
Su primera participación en la radio fue en septiembre de 1959 como director de la revista radiofónica Antena Film, emitida en la COPE. En 1965 comenzó su trabajo en Televisión Española al ser nombrado redactor jefe del programa Testimonio bajo la dirección de Ricardo Fernández Latorre. En diciembre del año siguiente, con el inicio de las transmisiones de La 2, Martialay fue nombrado redactor de continuidad de plantilla bajo la dirección de Salvador Pons.
En 1967 fue director de los programas Flash y El Mundo del Deporte (1968-1971); gracias al último fue galardonado con las placas de las federaciones de tiro con arco, béisbol, balonmano y hockey sobre patines. Tras dos años sin actividad se incorporó en 1973 a RNE, en la sección de Iberoamérica. En 1975 pasa a ser crítico de cine en el programa Diario Hablado Cultural, en 1980 en el programa España a las 8 y finalmente en 1981 en el programa La noche abierta.
En octubre de 1973 comenzó a trabajar en Radio Peninsular, donde fue crítico de cine en el programa Fila 4 y donde tuvo un programa propio de historia de la selección española, titulado La furia española que se comenzó a emitir el 8 de marzo de 1974. Por incompatibilidad con su trabajo en RTVE, tuvo que abandonar Radio Peninsular en julio de 1974.
En 1983 cesó su trabajo en RTVE por incompatibilidades, pero reingresó en diciembre de 1988 como redactor de la revista Revista y medios. Definitivamente en 1990 pidió la jubilación anticipada.

### Crítico de cine[1]
La pasión que había experimentado desde joven por el cine no solo se materializó en sus artículos periodísticos. Martialay consideraba el cine un arte y por ello creó y dirigió cine clubs en colegios de Bachillerato y universitarios y fundó las primeras revistas españolas dedicadas íntegramente al cine; Film ideal (1956) –que fue considerada en su momento como una de las mejores de Europa–, Temas de cine (1958) y Esquemas de películas (1958). Fue crítico de cine de Radio Nacional de España.
Su labor pronto comenzó a ser reconocida, en 1958 recibió el Premio Sant Jordi de la Crítica Cinematográfica de Barcelona, el Premio Dama de Elche del CIDALC en 1961, el Premio Nacional de Revistas Cinematográficas (Ministerio de Información y Turismo) en 1963 y el Premio Nacional de Crítica Cinematográfica en 1966; el Premio Crítica del Círculo de Escritores Cinematográficos en 1965, 1966 y 1973 y el Premio Crítica de Tribuna Abierta en 1980 y 1983.
Diplomado por la Cátedra de Historia y Estética de la Cinematografía de la Universidad de Valladolid (1967), fue nombrado profesor para la misma (1968-1971). También impartió cursos de cinematografía en la Universidad de Salamanca (1971-1976), en donde se ocupó durante tres años de la clase de Cine Español en los cursos para extranjeros. En 1974 fue nombrado profesor de Historia del cine en la Facultad de Ciencias de la Información de la Universidad Complutense, sección Imagen, en donde permaneció durante cinco años.
Asiduo asistente a los festivales internacionales de cine, tanto de España como del extranjero, fue en muchas ocasiones miembro de los jurados correspondientes. En este sentido cabe destacar que fue miembro del comité de selección de películas del Festival Internacional de Cine de San Sebastián, entre 1967 y 1976.
Presidente del Círculo de Escritores Cinematográficos desde 1977 a 1991, fue director y guionista de los documentales La legión de hoy (1970) e Historia de la Copa del Generalísimo (1971).

### Historiador del fútbol
En 1942 Martialay publicó sus primeras crónicas deportivas en la revista Campo Soriano, y su afición por el deporte en general y el fútbol en particular le llevó a publicar en 1957 y 1958 sus primeras obras de carácter histórico dentro de la Enciclopedia de los deportes. En 1966 publicó en prensa su serie Los diablos rojos, y entre 1970 y 1976 publicó artículos de carácter histórico en el Boletín del Real Madrid (1970-1976).
Sin embargo el salto cualitativo en la obra de Martialay y en la historiografía deportiva española, tuvo lugar en los años 1980, cuando dada por concluida su dedicación al cine, se dio cuenta de que la historia del fútbol español necesitaba ser revisada completamente, desde el principio y con las mejores fuentes a su alcance, que casi nunca resultaron ser los libros publicados. Así comenzó una intensa labor de búsqueda en hemerotecas, de entrevistas con los personajes y con familiares de personajes ya fallecidos para conocer de primera mano toda la historia del fútbol español.
El resultado de esta labor son varias monografías, entre las que hay que destacar La implantación del profesionalismo [...] (1996) y ¡Amberes! [...] (2000), obras cumbre de la historiografía deportiva de España. Pero incluso por encima de estas hemos de señalar El fútbol en la guerra, obra cuya investigación ha ocupado a Martialay varios decenios y a la que dedicaba todo su empeño hasta su muerte. Aunque no pudo terminarla dejó escritos nueve tomos completos.
Junto a la investigación dedicó mucho esfuerzo a la difusión de la historia del fútbol. Lo que materializó fundamentalmente de dos maneras, fundando una revista especializada en historia del fútbol y formando a dos generaciones de investigadores.
Los Cuadernos de Fútbol los fundó Martialay en la RFEF en 1999 y aunque solo tuvieron 16 números, se recordaban como la mejor publicación que había existido sobre historia del fútbol español. La preocupación por haber perdido este medio de difusión cultural acompañó años a Martialay, que en 2009 propuso al CIHEFE retomar la idea de una revista de historia del fútbol, publicada gratuitamente en Internet para conseguir mayor difusión. Así nacieron el día 13 de julio de 2009 los nuevos Cuadernos de Fútbol, de los que Martialay fue director hasta su muerte.
Formó parte del Centro de Investigaciones de Historia y Estadística del Fútbol Español (CIHEFE), institución de la que fue vicepresidente hasta su muerte. El 10 de septiembre de 2009, día siguiente de su fallecimiento, la junta directiva de la asociación reunida con carácter de urgencia, lo nombró presidente honorario.
En 2005, la Real Federación Española de Fútbol le otorgó su insignia de oro (entregada el 21 de diciembre de 2005) y la Real Academia de la Historia lo incluyó en su Diccionario biográfico español.
Su brillantez como historiador del fútbol fue igualmente reconocida en el ámbito internacional, al ser nombrado el 18-2-2001 miembro de la Federación Internacional de Historiadores del Fútbol, International Federation of Football History and Statistics (IFFHS), con sede en Alemania.
Con el interés de recordar su figura el CIHEFE organizó con motivo del primer aniversario de su fallecimiento el llamado Foro Félix Martialay. Dedicado al análisis del fútbol y su relación con otras realidades y categorías, la intención de los organizadores es que su celebración sea anual.

#### Historia de la selección española de fútbol
Félix Martialay es considerado unánimemente por los expertos como el mejor historiador de la selección española de fútbol, trabajo al que dedicó la mayor parte de su trabajo como historiador del fútbol.
Ya en 1957 y 1958 Martialay publicó ocho tomitos con el nombre de La furia española en la Enciclopedia de los deportes, que fueron base a su vez para la colección "Historia del fútbol español" publicada en la revista infantil 3 amigos en veinticinco fascículos (1960-1961).
Cinco años después, entre el 28 de marzo y el 7 de mayo de 1966 escribió una serie de veinticinco reportajes titulada "Los diablos rojos" distribuida por Europa Press y publicada en una larga nómina de treinta periódicos regionales españoles (entre ellos, Las Provincias, Sur, La Nueva España, El Día de Palencia, Información Deportiva de Sevilla, Diario de Cádiz y Última Hora). Ante el éxito, publicó una segunda serie también titulada "Los diablos rojos" publicada entre el 14 de mayo y el 1 de julio de 1966. Simultáneamente en el diario Pueblo se publicó una tercera serie titulada "Los 20 últimos años de los diablos rojos" entre el 2 y el 29 de junio de 1966.
Estas tres colecciones llegaron a manos del editor Fermín Uriarte, que encargó a Martialay la redacción de una gran historia de la selección concebida en tres tomos, al que dio el título de Una historia de la selección española de fútbol. En 1967 cuando los dos primeros ya estaban completamente corregidos, y ya tenían incluso depósito legal asignado, Uriarte tuvo problemas con la editorial, y aunque la editorial le propuso a Martialay continuar con la edición, este prefirió unir su destino al de Uriarte, que era quien le había propuesto el proyecto. En consecuencia, la obra quedó inédita, pero con un auto-mandato que Martialay dejó escrito en el prólogo: "Pienso que al publicar este libro me he metido en una trampa, pues al poner la palabra "fin" -ahora me doy cuenta- no he hecho más que empezar".
Y efectivamente eso hizo Martialay, empezar a completar todas las temporadas anteriores a ese 1967 y a escribir las temporadas siguientes. Todo ese trabajo quedó inédito al momento del fallecimiento, pero a través de CIHEFE se han publicado todos los tomos entre 2017 y 2021.

## Obra

### Edición y reedición de sus obras completas
En el año 2015, su discípulo Víctor Martínez Patón inició la edición de sus obras completas. El proyecto, de gran complejidad por la diversidad de fuentes y por la extensión de la obra de Martialay, está básicamente dividido en dos partes: la que tiene que ver con el fútbol y la que no. Toda la obra relacionada con el fútbol está publicada en CIHEFE y la que no lo es a través de la editorial El sastre de los libros. Para su general conocimiento está puesta íntegramente a disposición gratuita a través de la herramienta Google Libros.

### Obras publicadas en vida
- Mientras suenan los tambores, Madrid, Rumbo, 1952.
- Tratado de Trigonometría Plana, Madrid, Escuela de Aprendices de RENFE, 1953.
- Historia de la Selección española de fútbol (publicada en Enciclopedia de los deportes):
  - Tomo I: La furia española I: La gesta de Amberes (I), Granada, Arpem, 1957.
  - Tomo IV: La furia española I: La gesta de Amberes (II), Granada, Arpem, 1957.
  - Tomo V: La furia española II: Los mejores de Europa (1921-1923), Granada, Arpem, 1957.
  - Tomo VIII: La furia española III: La Olimpíada de París, Granada, Arpem, 1957.
  - Tomo X: La furia española IV: Un fenómeno: Zamora, Granada, Arpem, 1957.
  - Tomo XIII: La furia española V: Tiempo de vals: Danubio, Granada, Arpem, 1958.
  - Tomo XVII: La furia española VI: El caso Piera-Samitier, Granada, Arpem, 1958.
  - Tomo XXI: La furia española VII: La Olimpíada amateur, Granada, Arpem, 1958.
  - Tomo XXIV: La furia española VIII: Inglaterra muerde el polvo, Granada, Arpem, 1958.
- Otros títulos en Enciclopedia de los deportes
  - Tomo XI: Di Stéfano: el mejor futbolista del mundo, Granada, Arpem, 1958.
  - Tomo XIV: Atlético de Madrid, Granada, Arpem, 1958.
  - Tomo XVI: Kopa, el Napoleón del fútbol, Granada, Arpem, 1958.
  - Tomo XVIII: Real Madrid, Granada, Arpem, 1958.
- Panfletos de Propaganda Popular Católica
  - El forofo, Madrid, Propaganda Popular Católica, 1958.
  - Tú y el deporte, Madrid, Propaganda Popular Católica, 1958.
    - Parte 1
    - Parte 2

  - El espiritismo, Madrid, Propaganda Popular Católica, 1959.
  - ¿Sabes ir al cine?, Madrid, Propaganda Popular Católica, 1960.
  - Cámara... acción... se rueda, Madrid, Propaganda Popular Católica, 1961.
  - Penalty contra el quinto mandamiento, Propaganda Popular Católica, 1962.
  - Por aquí se entra al cine, Propaganda Popular Católica, 1964.
- La nueva ola, de Jacques Siclier (prólogo de Félix Martialay), Rialp, 1962.
- Pasolini y su obra, Madrid, Ediciones Film Ideal, 1965.
- Una historia de la Selección Española de fútbol, 1968 inéd. 
  - Tomo 1
  - Tomo 2
  - Tomo 3
  - Tomo 4
- Howard Hawks, San Sebastián, XX. Festival Internacional del Cine, 1972.
- Cuarenta años de la vida de España, Madrid, Data Film 1986 (con Rafael Casas de la Vega, Salvador García Pruneda, Luis Hernández del Pozo, María Juana Ontañón de López Mateos, José Oriol Sevilla Vallejo y Manuel Tarín Iglesias).
- Real Federación Española de Fútbol. 75 aniversario: 1913-1988, Madrid, Real Federación Española de Fútbol, 1988.
- Anuario 1989, Madrid, Real Federación Española de Fútbol, 1990 (con Antonio Campoy López).
- Anuario 1990, Madrid, Real Federación Española de Fútbol, 1991 (con Antonio Campoy López).
- Anuario 1991, Madrid, Real Federación Española de Fútbol, 1992 (con Antonio Campoy López).
- Mitos 1940-49 (prólogo de Félix Martialay), Royal Books, 1995.
- Implantación del profesionalismo en el fútbol español y el nacimiento accidentado del torneo de liga, Madrid, Real Federación Española de Fútbol, 1996.
- Las grandes mentiras del fútbol español, Madrid, Fuerza Nueva, 1997 (con Bernardo Salazar Acha).
- España en la Copa del Mundo, Madrid, Real Federación Española de Fútbol, 1998 (con Rafael Cañada Marichalar, José Miguel Mata Benito, Enrique Ortego Rey, Bernardo Salazar Acha y Pedro Sardina Arthous).
- España en la Eurocopa, Madrid, Real Federación Española de Fútbol, 2000 (con Bernardo Salazar Acha).
- ¡Amberes!: allí nació la furia española, Madrid, Real Federación Española de Fútbol, 2000.
- Aquellos domingos de gloria. 1939-1976. Los años heroicos del fútbol español, Madrid, La esfera de los libros, 2002 (con Amancio Amaro, Gustavo Biosca, José Eulogio Gárate y Antonio Puchades).
- Todo sobre la selección española, Madrid, Librerías Deportivas Esteban Sanz SL, 2006.
- Todo sobre todas las selecciones, Madrid, Librerías Deportivas Esteban Sanz SL, 2007.

### Obras póstumas

#### Obras sin relación con el fútbol
Publicadas todas ellas en la editorial El sastre de los libros (Oviedo).
- Fray Juan de la muerte y otros cuentos (original de 1942, publicado en julio de 2018).
- El doncel de Burgos y otros cuentos (original de 1948, publicado en julio de 2018).
- Flor de espino y otros cuentos (original de 1949, publicado en junio de 2018).
- Aguda espina dorada (original de 1950, publicado en julio de 2018).
- Cadetes (original de 1951, publicado en abril de 2020).
- El tío Héctor (original de 1951, publicado en abril de 2019).
- El hombre de los perros y otros cuentos (original de 1952, publicado en junio de 2018).
- Mientras suenan los tambores (1.ª edición de 1952, 2.ª edición de junio de 2018).
- Intimidad de un periodista (original de 1952-1955, publicado en diciembre de 2018).
- Tratado de trigonometría plana (original de 1953, publicación prevista en 2022).
- Como siempre (original de 1955, publicado en enero de 2020).
- ... Pero vivimos (original de 1956, publicado en julio de 2018).
- Antena film y otros guiones (original de 1958-1962, publicados en abril de 2022).
  - Temporada 1959-60
  - Temporada 1960-61
  - Temporada 1961-62
  - Temporada 1962-63

- Gramática de un lenguaje: el cine (original de 1959, publicado en febrero de 2019).
- Pasolini y su obra (1.ª edición de 1965, 2.ª edición de julio de 2018).
- El Óscar, talismán de los mitos (1.ª edición de 1970, 2.ª edición de junio de 2018).
- Howard Hawks (1.ª edición de 1972, 2.ª edición de junio de 2018).
- Breve historia de Rusia (publicado en febrero de 2019).
- Esquemas para el estudio de la Historia del cine (original de 1974, publicado en febrero de 2020)
- Del Sturm und Drang a Max Ernst (1.ª edición de 1976, 2.ª edición de marzo de 2019).
- El cine español durante el franquismo (1.ª edición de 1986, 2.ª edición de noviembre de 2017).

#### Obras de fútbol
Publicadas todas ellas en la editorial CIHEFE (Madrid) entre 2017 y 2022.
- Una historia de la selección española de fútbol
  - Temporada 1919-20 (julio de 2022).
  - Temporadas 1921-29 (enero de 2019).
  - Implantación del profesionalismo y otros estudios (mayo de 2021).
  - Temporadas 1930-39 (agosto de 2018).
  - Temporadas 1940-49 (febrero de 2018).
  - Temporadas 1950-54 (mayo de 2019).
  - Temporadas 1955-59 (mayo de 2019).
  - Temporadas 1960-62 (noviembre de 2019).
  - Temporadas 1962-64 (septiembre de 2020).
  - Temporadas 1964-66 (diciembre de 2020).
  - Temporadas 1966-68 (enero de 2021).
  - Temporada 1968-69 (diciembre de 2017).
  - Temporada 1969-70 (marzo de 2018).
  - Temporada 1970-71 (abril de 2018).
  - Temporada 1971-72 (marzo de 2019).
  - Temporada 1972-73 (febrero de 2019).
  - Temporada 1973-74 (octubre de 2019).
  - Temporada 1974-75 (abril de 2019).
  - Temporada 1975-76 (marzo de 2020).
  - Temporada 1976-77 (diciembre de 2019).
  - Temporada 1977-78 (enero de 2020).
  - Temporada 1978-79 (Martialay no llegó a redactar este tomo).
  - Temporada 1979-80 (tomo 1.º en junio de 2020).
  - Temporada 1979-80 (tomo 2.º en junio de 2020).
  - Temporada 1980-81 (enero de 2018).
  - Temporada 1981-82 (febrero de 2021).
  - El Mundial de España 1982 (marzo de 2021).
  - Temporada 1982-83 (agosto de 2018).
  - Temporada 1983-84 (tomo 1.º en junio de 2020).
  - Temporada 1983-84 (tomo 2.º en noviembre de 2021).
  - La Eurocopa de Francia 1984 (noviembre de 2021).
  - Temporada 1984-85 (agosto de 2018; Martialay dejó este tomo sin concluir).
  - Temporada 1991-92 (mayo de 2022).
  - Los Juegos Olímpicos de Barcelona 1992 (mayo de 2022).
- El fútbol en la guerra[8]
  - Tomo 1: Temporada 1935-36 (diciembre de 2017).
  - Tomo 2: Documentos oficiales y notas aclaratorias (diciembre de 2017).
  - Tomo 3: Federaciones guipuzcoana, navarra y vizcaína (diciembre de 2017).
  - Tomo 4: La aventura de la selección vasca (febrero de 2017).
  - Tomo 5: Federación regional castellana (diciembre de 2017).
  - Tomo 6: Federación regional balear (diciembre de 2017).
  - Tomo 7: Federación regional aragonesa (diciembre de 2017).
  - Tomo 8: Federación regional catalana (febrero de 2017).
  - Tomo 9: Federaciones regionales valenciana y murciana (diciembre de 2017).
  - Tomo 10: Federación andaluza (sin concluir).
  - Tomo 11: Federación gallega (sin concluir).
  - Tomo 12: Federaciones asturiana y cántabra (sin concluir).
  - Tomo 13: Federaciones extremeña, canaria e hispano-marroquí (sin concluir).
  - Tomo 14: Temporada 1939-40 (sin concluir).
- Historia del fútbol durante el franquismo (marzo de 2021).
- Selección española de fútbol 1920-1936: los años heroicos.
- Colección de artículos
  - El fútbol del felipismo (febrero de 2019).
  - El fútbol de Aznar (noviembre de 2018).
  - El fútbol de Zapatero (enero de 2019).

## Cinematografía

### Director de documentales
- La legión de hoy, 1970.
- 114 Goles. Historia de la Copa del Generalísimo, 1971.

### Guionista
- La cruz del diablo, de John Gilling, 1975.

## Premios
Medallas del Círculo de Escritores Cinematográficos
| Año  | Categoría               | Película               | Resultado |
| ---- | ----------------------- | ---------------------- | --------- |
| 1966 | Premio José de la Cueva |                        | Ganador   |
| 1973 | Mejor labor crítica     | Trabajos en El Alcázar | Ganador   |

### Premio Félix Martialay
El premio Félix Martialay fue instaurado por el CIHEFE en su asamblea general celebrada el 14 de diciembre de 2019 con el ánimo de premiar la labor investigadora y de difusión en el ámbito de la historia del fútbol. No tiene periodicidad fija.
El primer ganador es José Ignacio Corcuera.